# Smålands artilleriregementes församling
Smålands artilleriregementes församling var en församling i Växjö stift. Församlingen upplöstes 30 april 1927.

## Administrativ historik
Församlingen bildades 1 oktober 1895 som en utbrytning ur Göteborgs garnisonsförsamling. Församlingen bar till 1905 namnet Andra Göta artilleriregementes församling och var till 1898 placerad i Göteborg, därefter i Jönköping.